# 任化邦
任柱（？—1867年），字化邦，以字行，安徽蒙城人，太平天国与東捻軍将领，被賴文光封為魯王。
1864年天京失陷後，賴文光把本部太平軍北上與捻军合併；日後捻军一分為二，與賴文光成為東捻军首领。

## 生平

### 捻軍領袖
- 1864年4月，與张宗禹等領導捻军转战于豫南等地，与太平军湖北突圍北上、最後與太平天国遵王赖文光会师，尊赖文光为领袖，任為東捻軍副。
- 1865年任柱後轉戰山东，5月18日在曹州（今山东菏泽）高樓寨之戰（今高庄集）歼灭僧格林沁七千人，京師震動。
- 后又至湖北，於1867年正月十五日安陆（今湖北京山）尹隆河战役击败淮军刘铭传部，却惨败与后至的鲍超霆军。

### 江蘇戰歿
1867年11月19日捻軍南攻（目標蘇州）在江蘇贛榆遭遇清軍，清軍將領周盛波重傷，劉銘傳兵敗，任化邦勝利在望，卻被自己的部下，也是清兵的臥底潘貴升槍殺。
據說李鴻章在戰場上，持望遠鏡瞭望任化邦戰技，讚美任化邦「此人可統十萬馬兵，若肯為我帥，是大清鴻福也！」不料卻劉銘傳聽到此言，誓殺任化邦，於是以「三品官職、白銀二萬兩」買通任化邦部屬潘貴升以殺之。